# Paroisse East

Paroisse East est une paroisse dans le comté de Kings sur l'Île-du-Prince-Édouard, au Canada.
Elle contient les cantons suivants:
- Lot 43
- Lot 44
- Lot 45
- Lot 46
- Lot 47